# 中共兰溪县委旧址
中共兰溪县委旧址，位于中华人民共和国浙江省金华市兰溪市云山街道桃花坞社区百步梯22号。
2005年11月3日，中共兰溪县委旧址公布为兰溪市文物保护单位，属于重要史迹，编号5-28。